# Santa Mariana
Santa Mariana é um município brasileiro do estado do Paraná. Sua população estimada em 2004 era de 12 833 habitantes.

## Clima
O clima de Santa Mariana é classificado como subtropical úmido mesotérmico, com chuvas o ano todo, mas com tendência à concentração de chuvas no verão. A temperatura média anual fica em torno dos 20 °C. Em relação a outras cidades do Paraná como Curitiba, Ponta Grossa, ou Guarapuava é classificada como uma cidade quente, porém as temperaturas podem cair até para abaixo de 0 °C.
| Médias            | Jan | Fev | Mar | Abr | Mai | Jun | Jul | Ago | Set | Out | Nov | Dez |
| ----------------- | --- | --- | --- | --- | --- | --- | --- | --- | --- | --- | --- | --- |
| Média Máxima (°C) | 29  | 29  | 30  | 29  | 24  | 24  | 25  | 28  | 30  | 31  | 31  | 31  |
| Média Minima (°C) | 21  | 20  | 20  | 19  | 15  | 14  | 14  | 16  | 18  | 20  | 20  | 20  |
| Precipitação (MM) | 201 | 167 | 121 | 92  | 104 | 73  | 57  | 44  | 100 | 123 | 132 | 177 |